# Cerca de las estrellas (obra de teatro)
Cerca de las estrellas es una obra de teatro de Ricardo López Aranda, estrenada en 1961. Por ella, su autor recibió el premio Nacional de Teatro Calderón de la Barca de 1960 y el premio Aguilar 1960-61.

## Argumento
Se describe un domingo en la vida de una familia y de un barrio humilde. La esperanza del nacimiento de un hijo se torna en tragedia. 

## Estrenos
- Teatro. Teatro María Guerrero, Madrid, 5 de mayo de 1961.[3]
  - Dirección: José Luis Alonso.
  - Intérpretes: José Bódalo, Milagros Leal, Antonio Ferrandis, Lola Cardona, María Luisa Hemosa, Matilde Calvo, Isabel Ortega, Pepita C. Velázquez, José Cuadrado.
  - Escenografía: Sigfrido Burmann

- Cine. Cine Cervantes, de Madrid, el 1 de diciembre de 1961.[4]
  - Dirección: César Ardavín.
  - Intérpretes: Jorge Rigaud, Marisa de Leza, Milagros Leal, Fernando Cebrián, Enriqueta Carballeira, Alberto Alonso, Gonzalo Cañas, Adriano Domínguez, Silvia Morgan, Enrique Ávila.
- Televisión. Estudio 1,[5] La 2, 16 de febrero de 1966.
  - Dirección: Fernando Delgado
  - Intérpretes: Paco Valladares, Carlos Lemos, Luisa Sala, Pablo Sanz, María Luisa Merlo, Manuel Peiró y Ana María Vidal.